# Ocotea bullata
Ocotea bullata (Stinkwood tree, árbol de madera apestosa) es una especie de  planta con flor en la familia Lauraceae, nativa de Sudáfrica. 
Es un árbol perennifolio que crece hasta 30 m de alto. Las hojas son verde oscuras y brillosas, con burbujas o ampollas (bullae) producidos en el haz de las hojas, por lo tanto el nombre específico bullata.
Otros nombres para éste son nogal del cabo (Cape Walnut), Stinkhout, laurel del cabo (Cape Laurel) y palo laurel (Laurel wood). Su nombre deriva del olor fuerte y desagradable que desprende de recién talado. 

## Usos
El árbol produce una hermosa madera muy apreciada por los ebanisteros. La madera es un color nogal oscuro o café rojiza a negra con una albura amarilla, y el grano extremadamente fino, cerrado, denso y liso. Se dice que es tan durable como la teca. El árbol está muy sobreexplotado y la madera no está disponible comercialmente.